# Tom Copley
Tom Copley (sinh ngày 11 tháng 5 năm 1985) là một chính trị gia của Đảng Lao động và Đảng Hợp tác, giữ chức Phó Thị trưởng Luân Đôn cho Housing and Residential Development. Ông từng là thành viên rộng lớn của London trong Hội đồng Luân Đôn từ năm 2012–2020 và là cựu ủy viên hội đồng của Hội đồng Lewisham.

## Tuổi thơ
Copley học tại trường của Giám mục Wordsworth ở Salisbury, trước khi tiếp tục học Chính trị tại Đại học Nottingham.
Copley là người đồng tính.